# ساختمان هوم لایف
ساختمان هوم لایف (انگلیسی: Home Life Building) یا ۲۵۳ برادوی یک ساختمان اداری در خیابان برادوی، منهتن، نیویورک است.
ساختمان هوم لایف در اصل از دو ساختمان جداگانه در کنار هم تشکیل شده که ساختمان هوم لایف با ۱۶ طبقه و ساختمان پستال تلگراف با ۱۳ طبقه ساخته شده است، ساختمان‌ها در سال ۱۸۹۲ شروع به ساخت و در سال ۱۸۹۴ افتتاح شده‌اند.

## نگارخانه

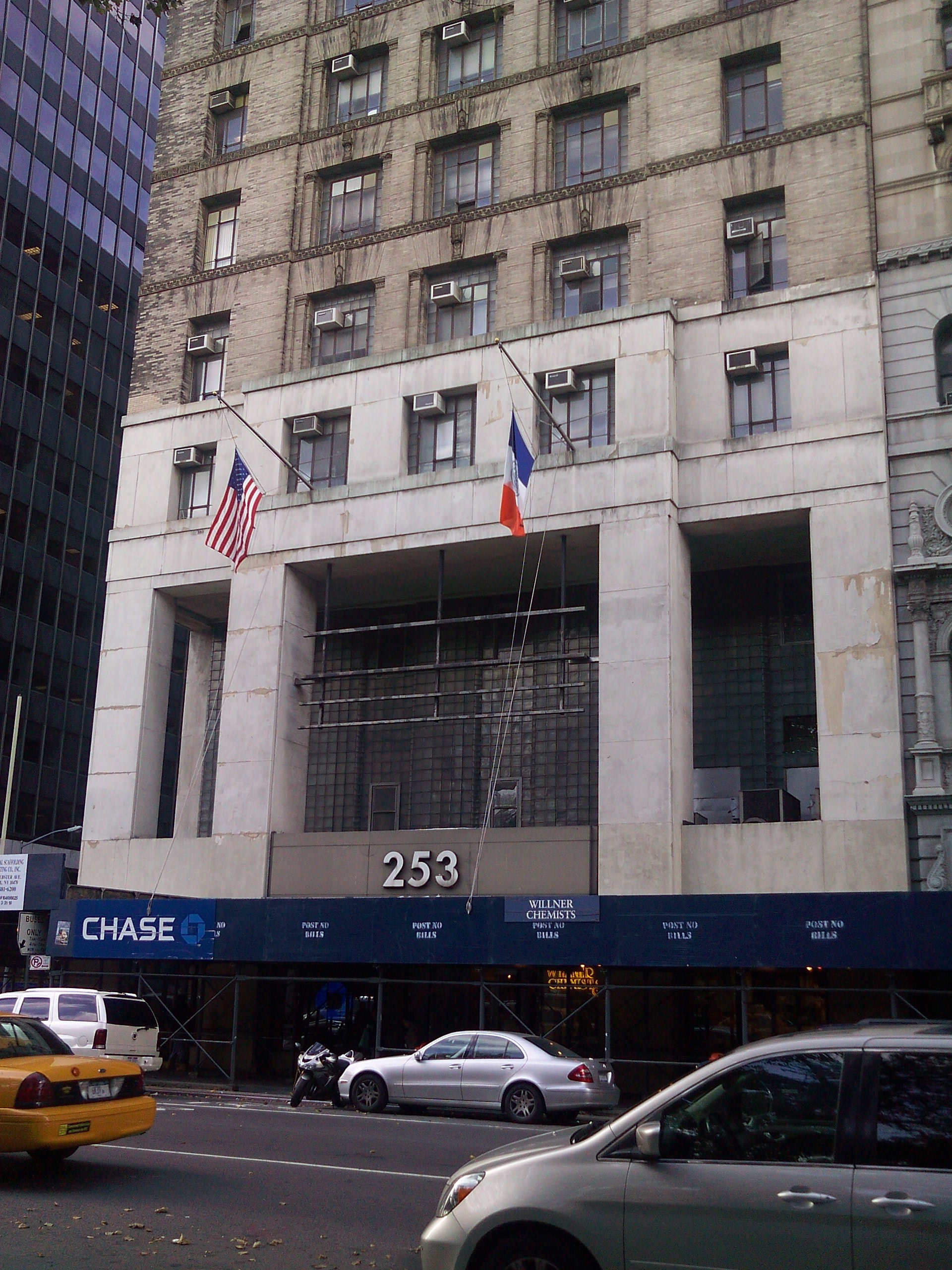
ساختمان تلگراف
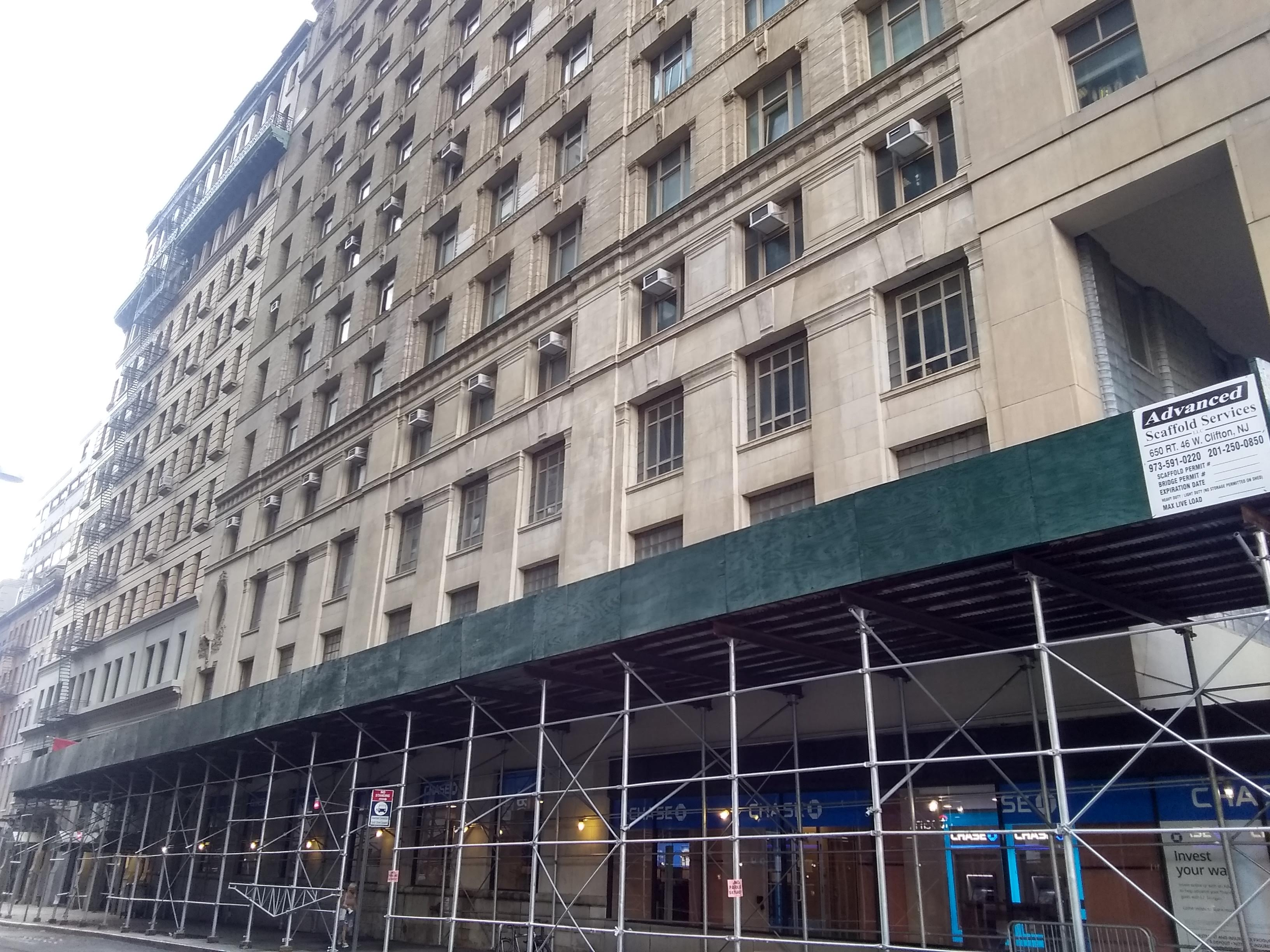
ساختمان تلگراف
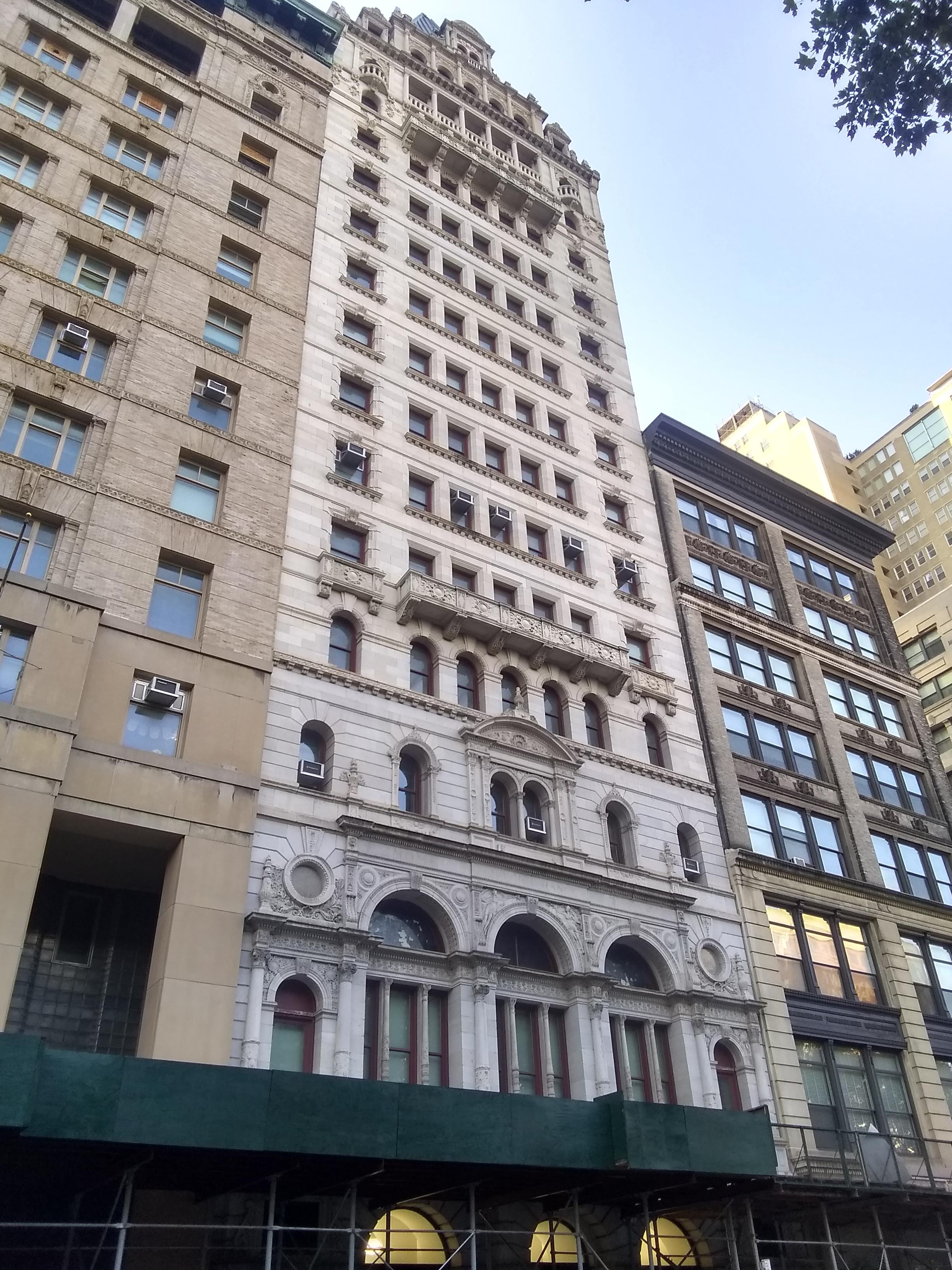
ساختمان هوم لایف
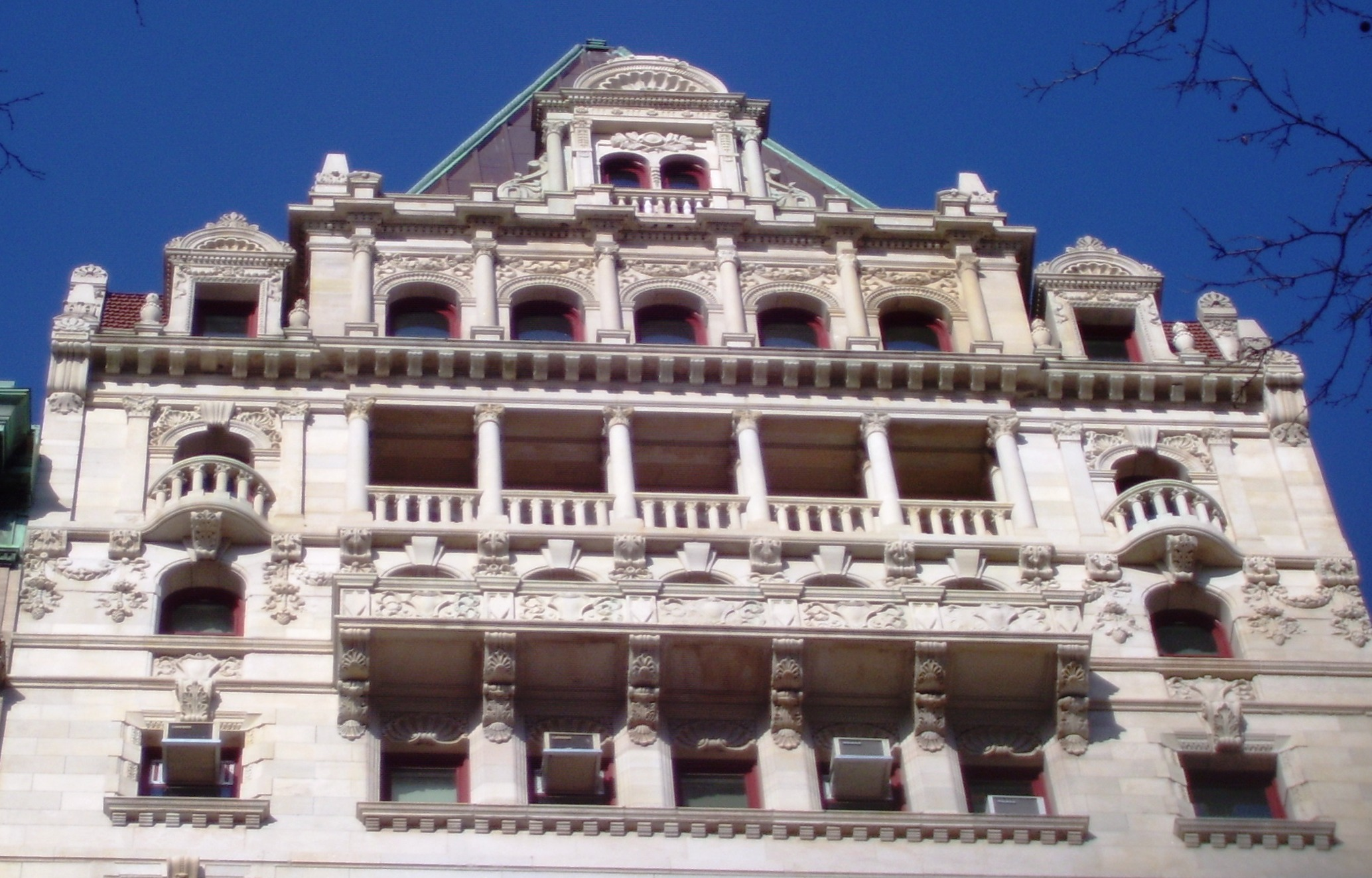
تزئینات بالای ساختمان هوم لایف